# Marenglen Kapaj
Marenglen Kapaj (Tirana, 16 luglio 1979) è un ex calciatore albanese, di ruolo centrocampista.

## Palmarès

### Club

#### Competizioni nazionali
- Coppa d'Albania: 1

Vllaznia: 2007-2008